# 密西拿希伯来语
密西拿希伯来语又稱拉比希伯來語，是塔木德中所用到的希伯来语，它由聖經希伯來語演變而來，而且在聖經希伯來語的基礎上吸收了不少阿拉米语和希腊语詞彙，米書拿就是用密西拿希伯来语寫成的。